# Brenda de Banzie
Brenda Doreen Mignon de Banzie (28 de julio de 1909 – 5 de marzo de 1981) fue una actriz teatral y cinematográfica británica hija de Edward Thomas de Banzie, director musical, y de su segunda mujer Dorothy (nacida Lancaster), con la que contrajo matrimonio en 1908. En 1911 la familia vivió en Salford, Lancashire.
Al principio ella fue actriz de teatro, donde empezó en 1935. Su carrera como actriz de pantalla la empezó más tarde, a partir de los treinta años. Allí ella apareció como Maggie en la película El déspota (1954) de David Lean 1954) con John Mills y Charles Laughton, que está ambientada en Salford. A Laughton presuntamente no le gustó Banzie, porque «no interpretaba bien su papel». Aun así De Banzie eclipsó a Laughton, quien era según todos el eclipsador en persona.
Su papel más notable en una película fue el de Phoebe Rice, la desventurada esposa del comediante Archie Rice (interpretado por Laurence Olivier) en la adaptación cinematográfica de 1960 de la obra teatral de John Osborne The Entertainer. También apareció en el montaje original en Broadway, donde su interpretación le valió una nominación al Premio Tony.
También protagonizó en otras películas como El hombre que sabía demasiado (1956) dirigida por Alfred Hitchcock, y La Pantera Rosa (1963) dirigida por Blake Edwards.
De Banzie murió a los 71 años debido a las complicaciones que siguieron a una operación del cerebro.

## Filmografía seleccionada
- The Long Dark Hall (1951) - Sra. Rogers
- I Believe in You (1952) - Sra. Hooker
- Private Information (1952) - Dolly
- Never Look Back (1952) - Molly Wheeler
- The Yellow Balloon  (1953) - clienta en frutería (no acreditada)
- A Day to Remember (1953) - Sra. Collins
- Don't Blame the Stork (1954) - Evelyn Steele
- El déspota (1954) - Maggie Hobson
- What Every Woman Wants  (1954) - Sarah
- The Purple Plain (1954) - Sra. McNab
- The Happiness of Three Women (1954) - Jane Price
- As Long as They're Happy (1955) - Stella Bentley
- A Kid for Two Farthings (1955) - 'Lady' Ruby
- Doctor at Sea (1955) - Muriel Mallet
- El hombre que sabía demasiado (1956) - Lucy Drayton
- House of Secrets (1956) - Mme. Isabella Ballu
- Passport to Shame (1958) - Aggie
- Too Many Crooks (1959) - Lucy
- 39 escalones (1959) - Nellie Lumsden
- The Entertainer, de Tony Richardson (1960) - Phoebe Rice
- The Mark (1961) - Gertrude Cartwright
- Flame in the Streets (1961) - Nell Palmer
- Come September (1961) - Margaret Allison
- A Pair of Briefs (1962) - Gladys Worthing
- I Thank a Fool (1962) - Enfermera Drew
- La pantera rosa (1963) - Angela Dunning
- Pretty Polly (1967) - Sra. Innes-Hook